# Adjheï Abbady
Adjheï Diane Stéphanie Abbady, née le 17 juin 1987 à Cocody,, est une joueuse internationale de basket-ball de Côte d'Ivoire.

## Clubs
- Abidjan Basket Club